# Де Грегорио, Джованни
Джованни Де Грегорио (итал. Giovanni De Gregorio; 20 января 1729, Мессина, Сицилийское королевство — 11 июля 1791, Рим, Папская область) — итальянский куриальный кардинал. Генеральный аудитор Апостольской Палаты с июня 1778 по 14 февраля 1785. Камерленго Священной Коллегии кардиналов с 30 марта 1789 по 29 марта 1790. Кардинал-священник с 14 февраля 1785, с титулом церкви Сантиссима-Тринита-аль-Монте-Пинчо с 11 апреля 1785.